# Teresa Wyszyńska

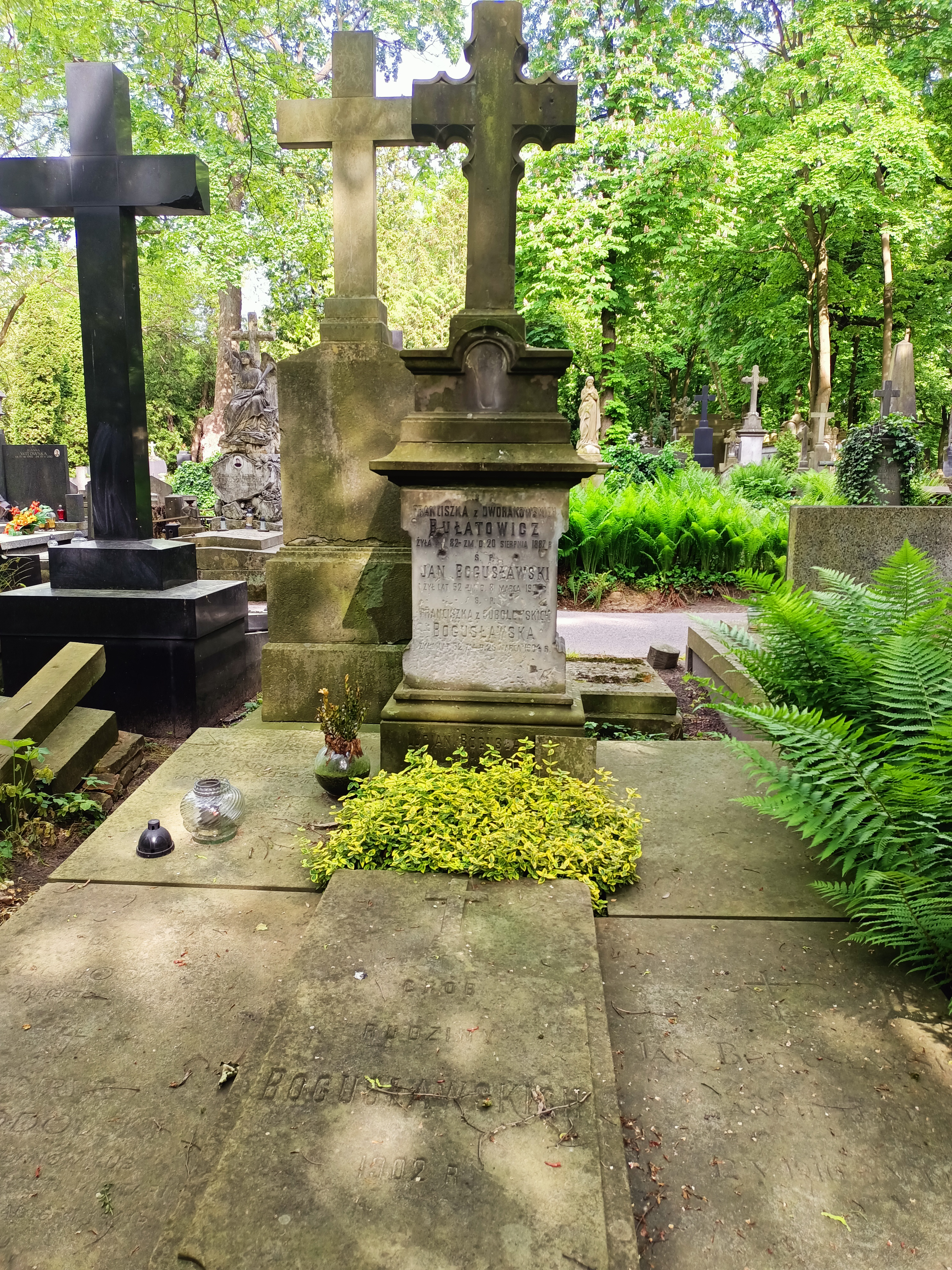
Grób Teresy Wyszyńskiej na Cmentarzu Powązkowskim

Teresa Honorata Wyszyńska, z domu Suchodolska (ur. 11 stycznia 1931, zm. 20 września 2014 w Brwinowie) – polska lekarka, profesor doktor habilitowany nauk medycznych, specjalista w zakresie nadciśnienia tętnic, nefrologii i pediatrii.

## Życiorys
Córka Henryka i Zofii. W 1953 ukończyła studia w Akademii Medycznej w Warszawie, w 1986 uzyskała tytuł naukowy profesora. Przez wiele lat była kierownikiem Kliniki Nefrologii i Nadciśnienia Tętniczego Instytutu „Pomnik – Centrum Zdrowia Dziecka”. Pełniła funkcję członka Komitetu Badań Naukowych i Polskiej Akademii Nauk.
Była prezesem Oddziału Warszawskiego Polskiego Towarzystwa Pediatrycznego (1983-1986) i jego honorowym członkiem, założycielem Polskiego Towarzystwa Nefrologii Dziecięcej i jego pierwszym prezesem (1994-1997).
Przez wiele lat pełniła funkcję redaktora naczelnego „Pediatrii Polskiej”.
29 września 2014 została pochowana na cmentarzu Powązkowskim w Warszawie.

## Odznaczenia
- Krzyż Oficerski Orderu Odrodzenia Polski[4]

## Członkostwo w korporacjach naukowych
- European Renal Association
- European Society of Pediatric Nephrology (honorowy członek)[6]
- International Kidney Asscociation[4]
- International Pediatric Nephrology Association[6]
- Polskie Towarzystwo Nadciśnienia Tętniczego[4]
- Polskie Towarzystwo Nefrologiczne (członek założyciel)[4]
- Polskie Towarzystwo Nefrologii Dziecięcej (członek założyciel i pierwszy prezes)[4]